# Ленинградская армия ПВО
Ленинградская армия противовоздушной обороны (Ленинградская армия ПВО, ЛА ПВО) — объединение противовоздушной обороны (армия ПВО) в РККА, в вооружённых сил СССР во время Великой Отечественной войны.

## Формирование армии
Сформирована к 7 апреля 1942 года (постановление ГКО от 5 апреля) на базе Ленинградского корпусного района ПВО. Командующим войсками Ленинградской армии ПВО был назначен генерал-майор береговой службы Г. С. Зашихин, членами Военного совета бригадный комиссар А. А. Иконников, бригадный комиссар Ф. Ф. Серов и председатель исполкома Ленинградского Совета депутатов трудящихся П. С. Попков. До декабря 1944 года армия ПВО находилась в оперативном подчинении Ленинградского фронта, затем входила в состав Центрального фронта ПВО.

### История наименований
- 2-й корпус ПВО (с 1937 г.);
- Ленинградский корпусной район ПВО (с ноября 1941 года)[2];
- Ленинградская армия ПВО (с 7 апреля 1942 г.)[1];
- 16-й Особый корпус ПВО[2] (с осени 1945 года);
- 16-й корпус ПВО[2] (с мая 1946 года);
- 16-й зенитно-артиллерийский корпус ПВО[2] (с июля 1947 года);
- Ленинградский район ПВО[2] (с января 1949 года);
- Особая Ленинградская армия ПВО[2] (с июня 1954 года);
- 6-я отдельная армия ПВО[2]  (с февраля 1961 г.);
- 6-я отдельная Краснознамённая армия ПВО (с 22 февраля 1968 г.);
- Войска ПВО Ленинградского военного округа (с 15 марта 1980 г.);
- 6-я отдельная Краснознамённая армия ПВО (с апреля 1986 г.);
- 6-я Краснознамённая армия ВВС и ПВО (с 1 июня 1998 г.);
- 6-я Ленинградская Краснознамённая армия ВВС и ПВО (с 13.09.2005 г.);
- 1-е Ленинградское Краснознамённое командование ВВС и ПВО (с 1 декабря 2009 года);
- 6-я Ленинградская Краснознамённая армия ВВС и ПВО (с 1 августа 2015 года);
- войсковая часть 20032 (до 15.03.1980 г.).

## Состав армии и переформирования
Состав армии ПВО включал:
- управление (штаб);
- 7-й истребительный авиационный корпус ПВО, с июля 1943 года — 2-й гвардейский истребительный авиационный корпус ПВО (5 истребительных авиационных полков, 6 батальонов аэродромного обслуживания);
- части бывшего корпусного района ПВО;
- 6 зенитных артиллерийских полков;
- два зенитных пулеметных полка;
- два прожекторных полка;
- три полка аэростатов заграждения;
- полк ВНОС;
- отдельный зенитный артиллерийский дивизион;
- батальон связи.

С июля 1943 года в состав армии вошёл Ладожский дивизионный район ПВО (два зенитных артиллерийских полка, 7 отдельных зенитных артиллерийских дивизионов). Кроме того, в армию включалось до 9-ти зенитных артиллерийских бригад, 7 зенитных артиллерийских дивизионов и другие части.
В мае 1944 года были переформированы зенитно-артиллерийские бригады ПВО. Бригады переформировывались из зенитных артполков (112-ти орудийного состава): 115-го (43 -я), 169-го (83-я), 189-го (84-я), 192-го (48-я), 194-го (110-я), 351-го (72-я), а также из формировавшихся весной 1944 года в ПВО Ленинграда дополнительных зенартполков: 453-го (54-я), 1120-го (111-я) и 1131-го (128-я). В марте — апреле 1945 года 111-я зенартбригада из состава убыла в подчинение командования Центрального фронта ПВО.

## Командный состав
- Командующие:
  - генерал-майор береговой службы Г. С. Зашихин (апрель 1942 г.-июль 1943 г.)
  - генерал-майор артиллерии П. Ф. Рожков (июль 1943 г. — ноябрь 1944 г.)
  - генерал-лейтенант артиллерии С. И. Макеев (ноябрь 1944 г. — до конца войны).
  - генерал-полковник В. Д. Иванов (июнь 1954 — май 1955)
  - генерал-лейтенант А.И.Казарцев (август 1956 - апрель 1959)
  -  генерал-полковник Д. С. Жеребин (апрель 1959 — февраль 1961).
- Члены Военного совета:
  - бригадный комиссар Ф.Ф. Вееров
  - бригадный комиссар А.А. Иконников
  - председатель исполкома Ленинградского городского Совета депутатов трудящихся П.С. Попков

## Боевая задача
Основная задача — прикрытие от ударов с воздуха Ленинграда и путей сообщения, в том числе Дороги жизни.

## Боевые действия
Сразу после своего создания в апреле 1942 года армия сыграла большую роль в успешном срыве немецкой воздушной операции «Айсштосс» по уничтожению кораблей Балтийского флота на замёрзшей Неве. В дальнейшем армия принимала активное участие в битве за Ленинград, прикрывала войска Ленинградского фронта при проведении операции по прорыву блокады Ленинграда и в Выборгской операции 1944 года.
В условиях длительной блокады были разработаны единые документы взаимодействия средств авиазенитной обороны, инструкции для истребительной авиации Ленинградской армии ПВО, ВВС Ленинградского фронта и ВВС Балтийского флота по отражению налетов вражеской авиации, а также единая кодированная карта для наведения истребительной авиации на воздушного противника и единая схема зон боя истребительной авиации. Командующему истребительной авиацией ПВО Ленинграда было дано право применять истребительную авиацию Балтийского флота для отражения массированных налетов на город. Система постов наведения истребителей на противника была единой для всей истребительной авиации они имели между собой телефонную и радиосвязь и обменивались данными о воздушной обстановке. Зенитные артиллерийские  полки Балтийского флота взаимодействовали с зенитными артиллерийскими полками Ленинградской армии ПВО. Взаимодействие с войсковой системой ПВО организовывалось штабом Ленинградского фронта.
За годы войны войска Ленинградской армии ПВО уничтожили 1561 вражеский самолет, в том числе истребительная авиация ПВО уничтожила 1044 самолета, зенитная артиллерия 479 самолетов, зенитные пулемёты 30 самолетов, посты воздушного наблюдения, оповещения и связи (ВНОС) 8 самолетов (ружейном огнем). Уничтожено 99 танков, 183 артиллерийские батареи, 85 минометных рот, 685 автомашин и много другой техники.. Истреблены свыше трех полков пехоты противника. 
За боевые заслуги 7-й истребительный авиакорпус преобразован во 2-й гвардейский и удостоен почётного наименования «Ленинградский». Многим частям и соединениям армии также присвоены почётные наименования и они награждены орденами.

## Послевоенная история
На 1 июля 1945 года в составе Ленинградской армии ПВО имелось 8 отдельных зенитно-артиллерийских бригад ПВО (43-я, 48-я
Краснознаменная, 54-я, 72-я Краснознаменная, 83-я Красносельская Краснознаменная, 84-я, 110-я, 128-я), 4 отдельных зенитных артиллерийских полков (522-й МК, 1177-й, 1 132-й МК, 1804- й МК), 5 отдельных зенартдивизионов, а также 2-й зенитный пулеметный полк, 2-й зенитный прожекторный полк, 2-й и 14-й полки аэростатов заграждения, 2-й полк ВНОС, 30-й отдельный батальон ВНОС, 72-й Краснознаменный радиобатальон ВНОС, а также 93-й полк связи.
В соответствии с директивными документами Центрального фронта ПВО Красной Армии, вытекавшими из Директивы Генерального штаба КА от 27.08.45 года № орг/3/86634, к 1 ноября 1945 г. было осуществлено переформирование Ленинградской армии ПВО в 16-й Особый корпус ПВО следующего состава (в скобках приводятся номера подвергшихея сокращению зенартбригад): 81-я Краснознаменная зенартдивизия — 1176-й зенап (43-я), 1182-й зенап (54-я), 1183 -й зенап (110-я), 1188-й зенап (128-я); 83-я Красносельская дважды Краснознаменная зенартдивизия — 898-й зенап (43-я) , 961-й Краснознаменный зенап (48-я), 967-й Краснознаменный зенап (72-я), 983-й Краснознаменный зенап (84-я) . Два отдельных зенартполка расформировывались (а 1132-й МК и 1804-й МК сохранялись в своем качестве). Из числа других частей расформировывался один из двух (14-й) полков аэростатов заграждения.
В соответствии с Директивой командующего войсками ПВО страны от 25.05.46 года № 360925 управление 16-го Особого корпуса ПВО с некоторым сокращением штатной численности, было переформировано в управление 16-го корпуса ПВО, а управления входивших в корпус дивизий переформировывались в управления двух зенитных артиллерийских бригад (полковой организации). В корпус входили:
- 20-я Красносельская дважды Краснознаменная зенитно-артиллерийская бригада (898-й, 961-й и 967-й Краснознаменные полки);
- 81-я Краснознаменная зенитно-артиллерийская бригада (1176-й, 1182-й и 1183-й зенап);
- два зенитных артиллерийских полка среднего калибра (в т. ч . 983-й Краснознаменный) расформировавыались, а из отдельных зенитных артиллерийских полков оставался 1184-й зенап малого калибра.
- 4-й полк аэростатов заграждения был переформирован в отельный отряд (13-й ооАЗ);
- 83-й полк связи корпуса переформирован в 84-й отдельный батальон связи.
- 2-й зенитно-прожекторный полк;
- 2-й полк ВНОС;
- отдельные батальоны ВНОС.

Оснащением 16-го корпуса ПВО определялись: 168 орудий среднего калибра, 38 орудий малого калибра, 8 РЛС службы ВНОС.

## Состав армии и переформирования
Состав армии ПВО включал:
- управление (штаб);
- 7-й истребительный авиационный корпус ПВО. С июля 1943 года — 2-й гвардейский истребительный авиационный корпус ПВО. (5 истребительных авиационных полков, 6 батальонов аэродромного обслуживания);
- части бывшего корпусного района ПВО;
- 6 зенитных артиллерийских полков;
- два зенитных пулеметных полка;
- два прожекторных полка;
- три полка аэростатов заграждения;
- полк ВНОС;
- отдельный зенитный артиллерийский дивизион;
- батальон связи.

С июля 1943 года в состав армии вошёл Ладожский дивизионный район ПВО (два зенитных артиллерийских полка, 7 отдельных зенитных артиллерийских дивизионов). Кроме того, в армию включалось до 9-ти зенитных артиллерийских бригад, 7 зенитных артиллерийских дивизионов и другие части.
В мае 1944 года были переформированы зенитно-артиллерийские бригады ПВО. Бригады переформировывались из зенитных артполков (112-ти орудийного состава): 115-го (43 -я), 169-го (83-я), 189-го (84-я), 192-го (48-я), 194-го (11 О-я), 351-го (72-я), а также из Формировавшихея весной 1944 года в ПВО Ленинграда дополнительных зенартполков: 453-го (54-я), 1120-го (111-я) и 1131-го (128-я). В марте — апреле 1945 года 111-я зенартбригада из состава убыла в подчинение командования Центрального фронта ПВО.
На 1 июля 1945 года в составе Ленинградской армии ПВО имелось 8 отдельных зенитно-артиллерийских бригад ПВО (43-я, 48-я
Краснознаменная, 54-я, 72-я Краснознаменная, 83-я Красносельская Краснознаменная, 84-я, 110-я, 128-я), 4 отдельных зенитных артиллерийских полков (522-й МК, 1177-й, 1 132-й МК, 1804- й МК), 5 отдельных зенартдивизионов, а также 2-й зенитный пулеметный полк, 2-й зенитный прожекторный полк, 2-й и 14-й полки аэростатов заграждения, 2-й полк ВНОС, 30-й отдельный батальон ВНОС, 72-й Краснознаменный радиобатальон ВНОС, а также 93-й полк связи.
В соответствии с директивными документами Центрального фронта ПВО Красной Армии, вытекавшими из Директивы Генерального штаба КА от 27.08.45 года № орг/3/86634, к 1 ноября 1945 г. было осуществлено переформирование Ленинградской армии ПВО в 16-й Особый корпус ПВО следующего состава (в скобках приводятся номера подвергшихея сокращению зенартбригад): 81-я Краснознаменная зенартдивизия — 1176-й зенап (43-я), 1182-й зенап (54-я), 1183 -й зенап (110-я), 1188-й зенап (128-я); 83-я Красносельская дважды Краснознаменная зенартдивизия — 898-й зенап (43-я) , 961-й Краснознаменный зенап (48-я), 967-й Краснознаменный зенап (72-я), 983-й Краснознаменный зенап (84-я) . Два отдельных зенартполка расформировывались (а 1132-й МК и 1804-й МК сохранялись в своем качестве). Из числа других частей расформировывался один из двух (14-й) полков аэростатов заграждения.
В соответствии с Директивой командующего войсками ПВО страны от 25.05.46 года № 360925 управление 16-го Особого корпуса ПВО с некоторым сокращением штатной численности, было переформировано в управление 16-го корпуса ПВО, а управления входивших в корпус дивизий переформировывались в управления двух зенитных артиллерийских бригад (полковой организации). В корпус входили:
- 20-я Красносельская дважды Краснознаменная зенитно-артиллерийская бригада (898-й, 961-й и 967-й Краснознаменные полки);
- 81-я Краснознаменная зенитно-артиллерийская бригада (1176-й, 1182-й и 1183-й зенап);
- два зенитных артиллерийских полка среднего калибра (в т. ч . 983-й Краснознаменный) расформировавыались, а из отдельных зенитных артиллерийских полков оставался 1184-й зенап малого калибра.
- 4-й полк аэростатов заграждения был переформирован в отельный отряд (13-й ооАЗ);
- 83-й полк связи корпуса переформирован в 84-й отдельный батальон связи.
- 2-й зенитно-прожекторный полк;
- 2-й полк ВНОС;
- отдельные батальоны ВНОС.

Оснащением 16-го корпуса ПВО определялись: 168 орудий среднего калибра, 38 орудий малого калибра, 8 РЛС службы ВНОС.
В соответствии с директивой Генерального штаба Вооруженных Сил СССР от 02.07.47 № орг/3/463597 управление 16-го корпуса ПВО было переименовано в управление 16-го зенитного артиллерийского корпуса ПВО (с переформированием штаба артиллерии корпуса в отдел боевой подготовки зенитной артиллерии).